# گربه خیس
گربه خیس فیلمی کوتاه به کارگردانی محمد داوودی است که در سال ۲۰۱۸ میلادی (۱۳۹۷ خورشیدی) منتشر شد. این فیلم به‌عنوان یکی از ده فیلمِ برگزیدهٔ جشنواره فیلم کوتاه ده انتخاب شد و همچنین جایزهٔ ویژهٔ هیئت داوران این جشنواره را از آن خود کرد.
این فیلم همچنین از فیلم‌های برتر جشنواره فیلم کوتاه تهران از نگاه مردم بود.

## بازیگران
- رضا احمدی
- محمد علی محمدی
- مجتبی یوسفی
- بشیر نیکزاد